# Fondue bressane
Pour les articles homonymes, voir Fondue.
 (février 2014).
 (janvier 2018).
Améliorez-le ou discutez des points à vérifier. 
La fondue bressane, ou fondue paysanne, est un plat de fondue de viande à base de volaille, variante de la fondue bourguignonne.

## Présentation
Des morceaux de volaille pré-coupés sont trempés dans du jaune d'œuf, puis recouverts de chapelure.

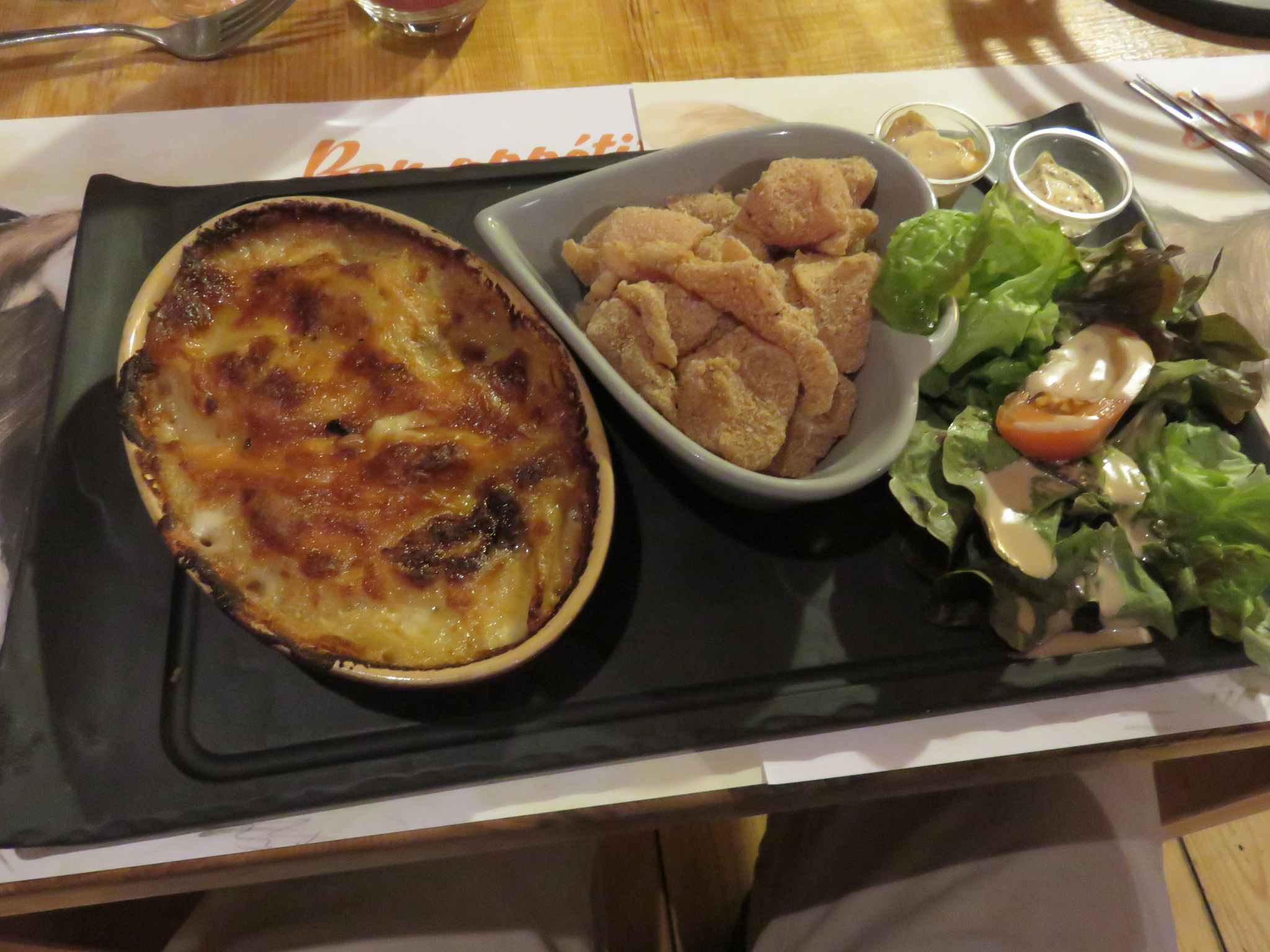
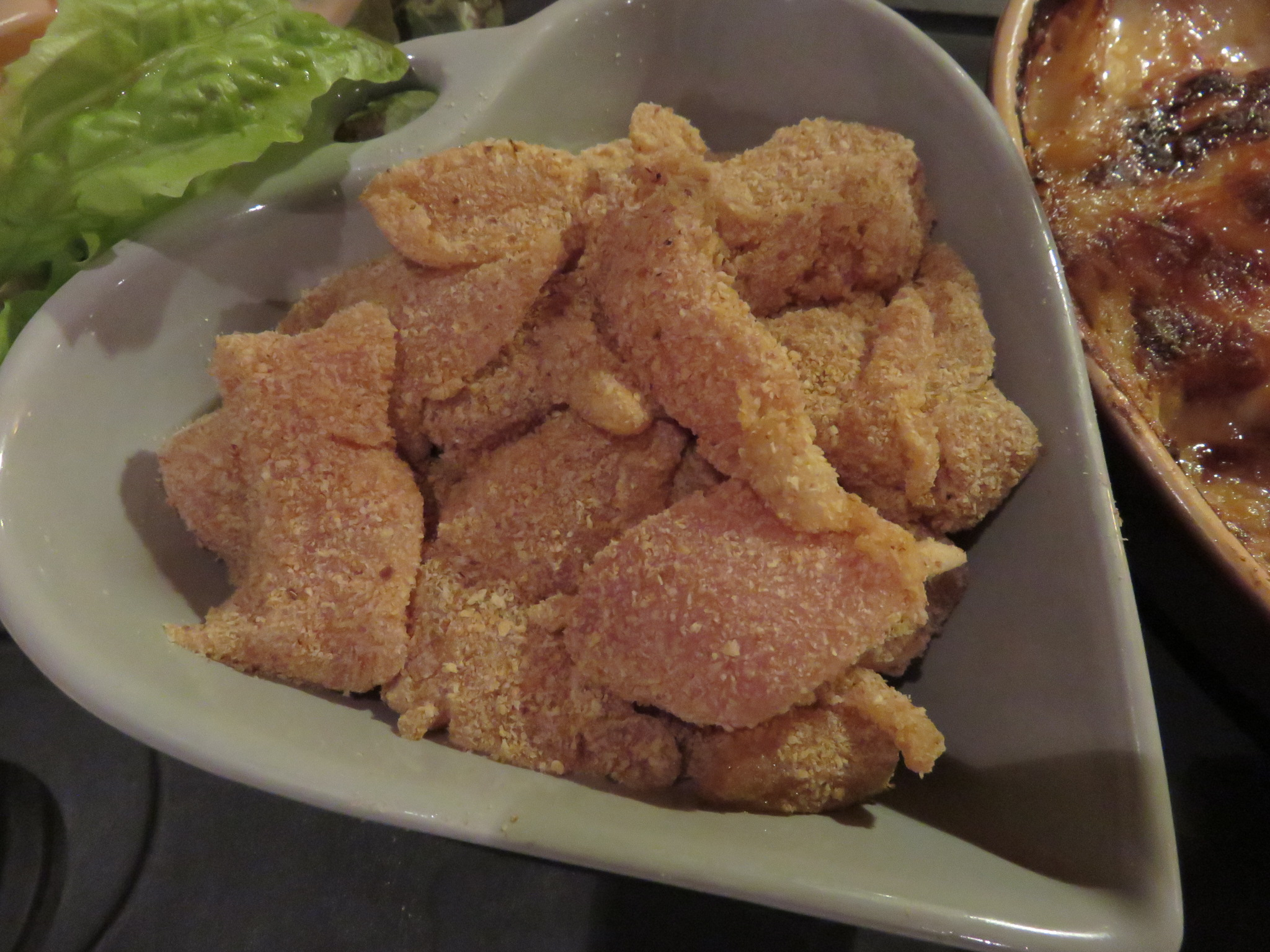

Ils sont frits, individuellement, dans l'huile bouillante d'un caquelon, au bout d'une fourchette à fondue, à la façon de la fondue bourguignonne, puis consommés avec un choix de différentes sauces, le tout accompagné, par exemple, de gratin dauphinois et de salade.